# Resolute desk

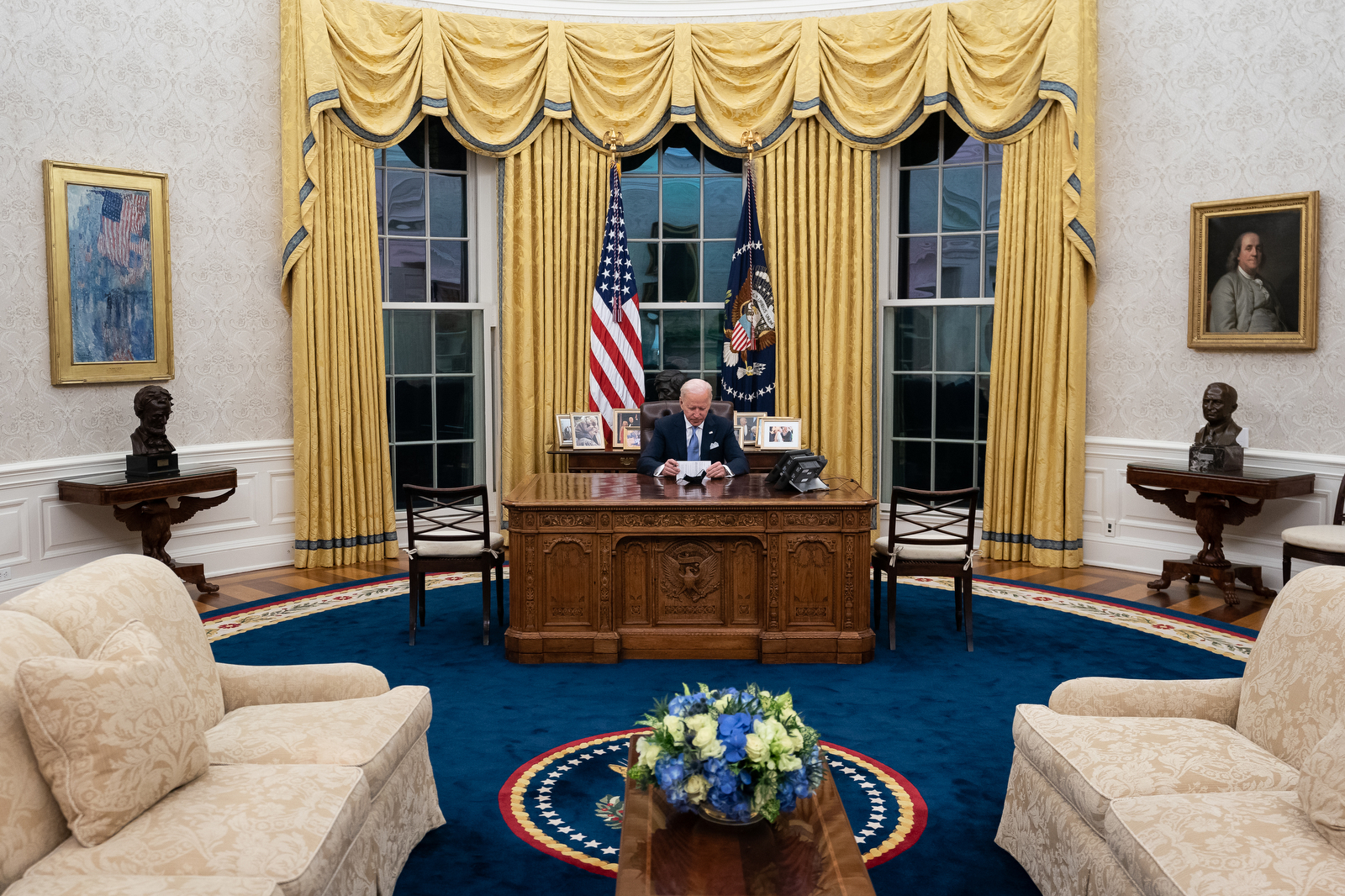
Joe Bidenvid Resolute Deskden 20 januari 2021

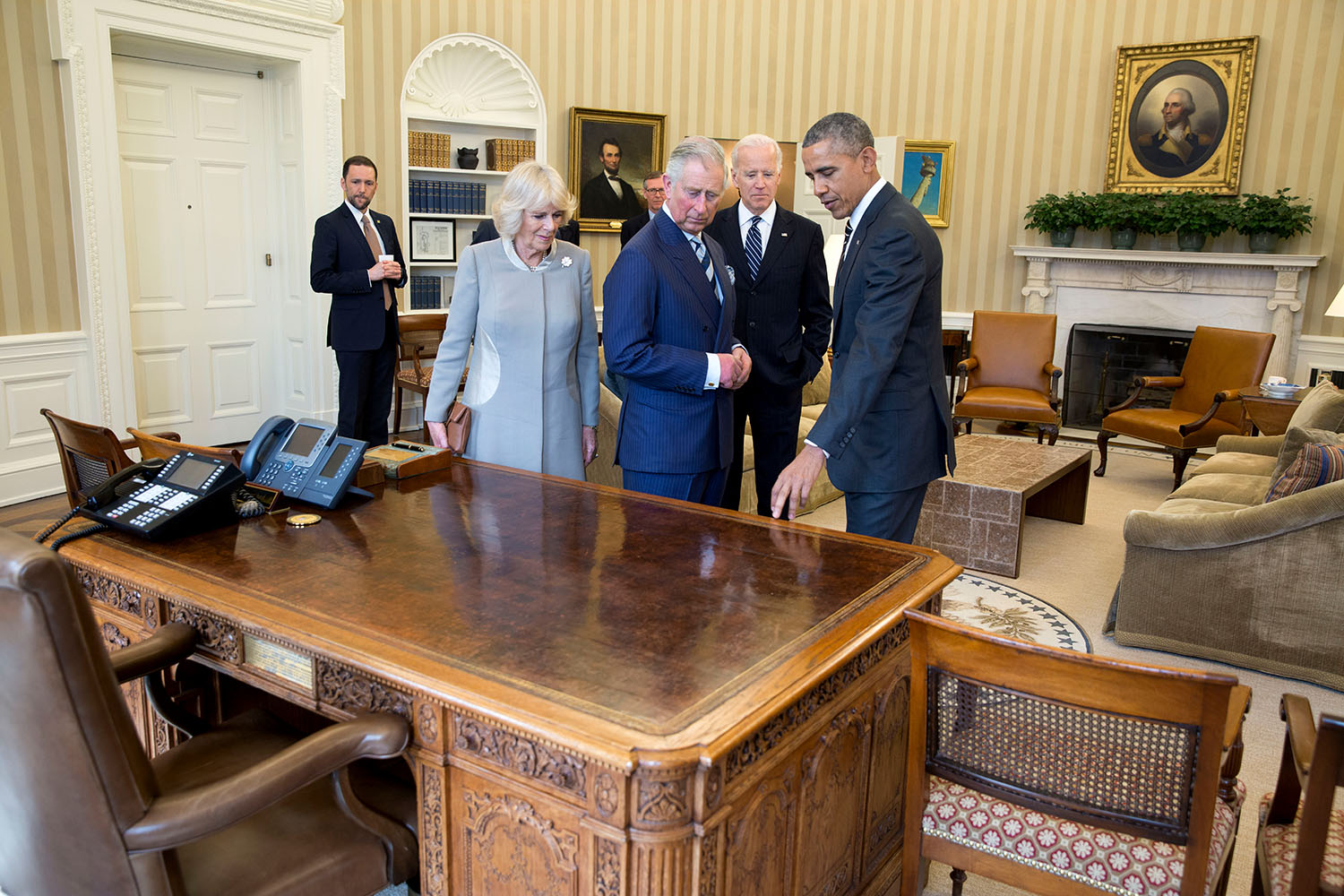
Barack Obama visar skrivbordet för dåvarande prinsen av Wales och hertiginnan av Cornwall den 19 mars 2015.

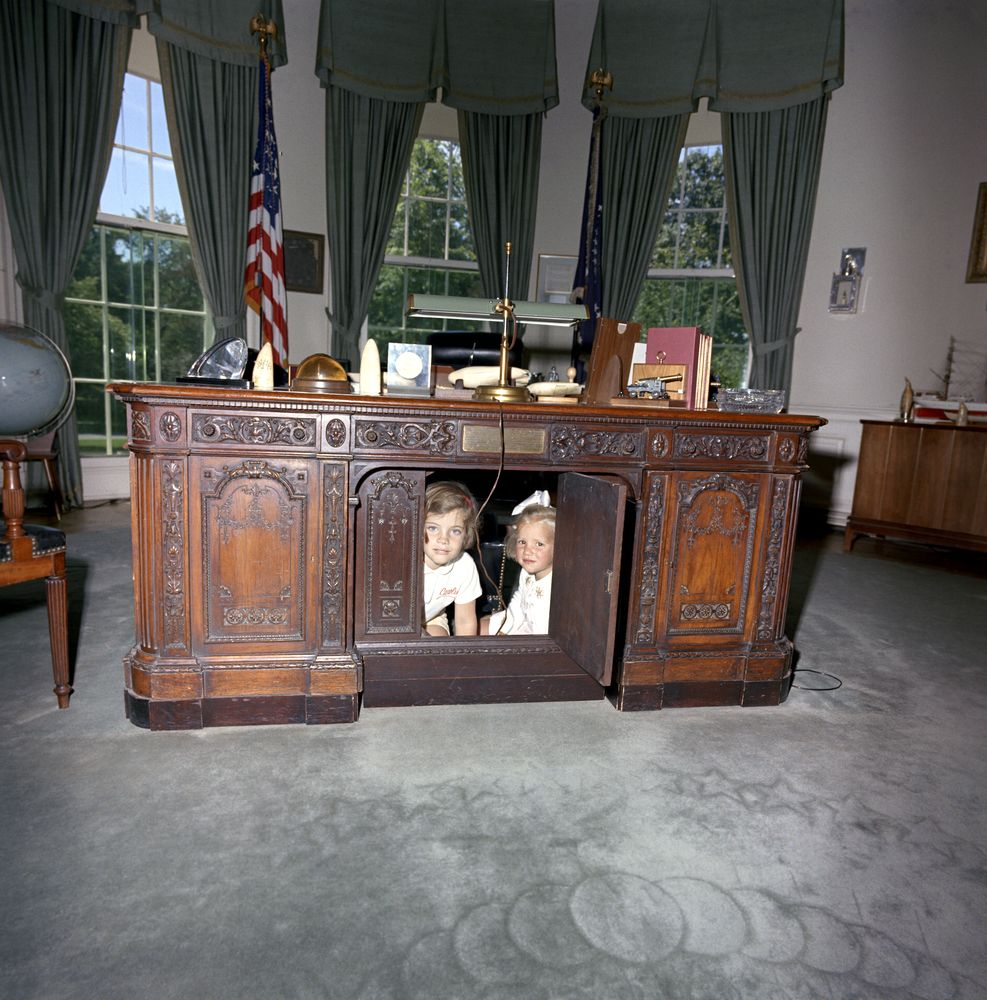
Caroline och Kerry Kennedy under Resolute desk, 1963

Resolute desk är namnet på ett skrivbord av ek i Vita huset i Washington D.C. som används av USA:s president. Skrivbordet har under de flesta presidenters ämbetstid från 1960-talet och framåt varit placerad i ovala rummet.

## Bakgrund
Skrivbordet har sitt namn efter det brittiska örlogsfartyget HMS Resolute, av vars timmer skrivbordet tillverkades på 1800-talet. HMS Resolute hade övergivits 1854 i arktiska vatten och omhändertogs 1855 av ett amerikanskt valfångstfartyg och lämnats tillbaka till Storbritannien av den amerikanska staten. Hon höggs upp 1879 och den brittiska kronan beställde åtminstone tre skrivbord av timmer från fartyget, utförda av William Evenden, möbelsnickare på örlogsvarvet Chatham Dockyard i Chatham. Den Resolute desk som nu står i USA var en gåva från drottning Victoria av Storbritannien år 1880 till president Rutherford B. Hayes. Många presidenter har sedan dess valt att använda detta skrivbord i Oval Office, under senare tid John F. Kennedy, Jimmy Carter, Ronald Reagan, Bill Clinton, George W. Bush, Barack Obama, Donald Trump och Joe Biden
På framsidan av skrivbordet finns en ursprunglig plakett med texten:
H.M.S. Resolute forming part of the expedition sent in search of Sir John Franklin in 1852, was abandoned in latitude 74o 41' N longitude 101o 22'W on May, 1854. She was discovered and extricated in September 1855 by Captain Buddington of the United States whaler George Henry.
The ship was purchased, fitted out and sent to England as a gift to Her Majesty Queen Victoria by the President and People of the United States as a token of goodwill & friendship. This table was made from her timbers when she was broken up, and is presented by the Queen of Great Britain & Ireland to the President of the United States as a memorial of the courtesy and loving kindness which dictaded the offer of the gift of the Resolute.
Skrivbordet har modifierats två gånger. Franklin D. Roosevelt beställde en gångjärnsförsedd skiva över mellanrummet på skrivbordets framsida, vilken pryddes av presidentemblemet. Den har också varit försedd med plintar för att höja skrivbordsskivan under Kennedys och Reagans styresperioder. En matchande bas monterades på 1976 och har sedan dess varit permanent påmonterad.